# Gynoplistia fergusoni
Gynoplistia fergusoni är en tvåvingeart som först beskrevs av Alexander 1923.  Gynoplistia fergusoni ingår i släktet Gynoplistia och familjen småharkrankar. Inga underarter finns listade i Catalogue of Life.